# Generació del 80

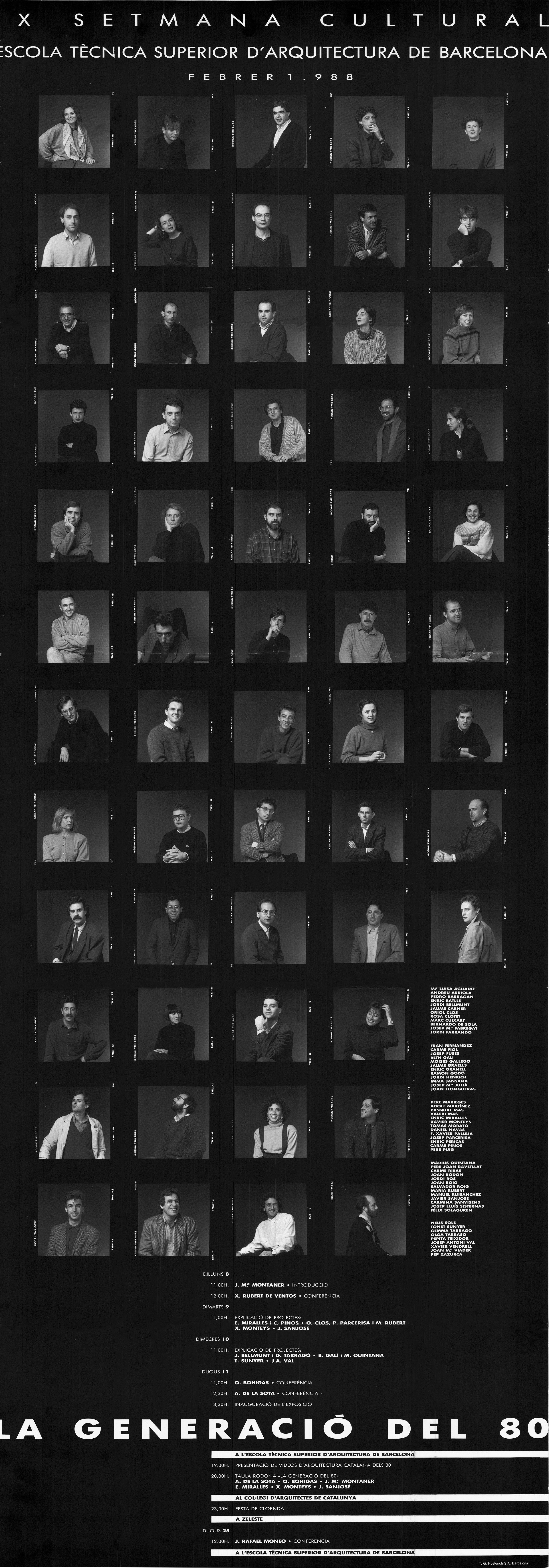
“La generació del 80” Poster i programa de l'exposició i les jornades en el Col·legi d'Arquitectes de Catalunya i l'Escola Superior d'Arquitectura de Barcelona 1988

Generació del 80 és el nom que rep el grup d'arquitectes catalans que en el període d'inici de la penúltima dècada del segle XX aborden la seva producció entorn de la renovació de l'arquitectura i l'espai públic.
Dos factors es consideren determinants: la formació acadèmica a l'Escola Superior d'Arquitectura de Barcelona en un temps de gran efervescència durant la transició democràtica, coincident amb la docència acadèmica de l'arquitecte Rafael Moneo i l'oportunitat de participar activament en el corrent renovador de l'espai urbà que impulsen els nous ajuntaments en aquest període.
Considerada com la tercera generació d'arquitectes sorgits a Catalunya després de la guerra civil. La primera va estar integrada per arquitectes com Coderch, Correa, o Bohigas que arrenca amb l'herència del moviment modern a la qual va seguir una altra generació d'autors com Tusquets-Clotet, Piñón-Viaplana, Elías Torres, Soria-Garces, etc. La generació del vuitanta es forma en un moment molt especial de la formació acadèmica de l'Escola Superior d'Arquitectura de Barcelona on apareixen noms com el de Sostres, Correa, Bohigas, Manuel i Ignasi de Solà-Morales, Rubert de Ventós i d'una manera molt destacada per a aquesta generació el mestratge de Rafael Moneo abans d'iniciar la seva etapa docent als Estats Units marcarà un referent que es mantindrà al llarg de diferents dècades.

## Components
Primer com a joves actius de la recuperació urbana de la ciutat i més tard, molts, com a partícips en l'ensenyament acadèmic de l'arquitectura i l'urbanisme, són components citats d'aquesta generació: Enric Miralles, Xavier Monteys, Andreu Arriola, Moisés Gallego,Tonet Sunyer, Enric Batlle, Enric Granell, Jordi Ros, Félix Solaguren, Daniel Navas, o Marcià Codinachs entre altres i on d'una manera significativa apareixen per primera vegada en el context generacional de l'arquitectura, un gran grup de joves arquitectes com: Carme Fiol, Beth Galí, Carme Pinós, Maria Rubert, Neus Solé, Olga Tarrasó, Imma Jansana o Carme Ribas entre d'altres, que obren una visió mes integradora de l'arquitectura l'urbanisme i el disseny.

## Influències
Comparteixen influències dels diferents moviments europeus. Es tracta d'un període caracteritzat per la recomposició de formes elementals, la irrupció d'una abstracció poètica -inclosa en un certa reinterpretació de l'arquitectura de la Il·lustració- que entorn d'Aldo Rossi reconcilia la seva visió nostàlgica del racionalisme a través de la construcció de la “arquitectura de la ciutat” des d'essències i orígens (A. Loos, L. Mies o G.Terragni). L'eclèctica valoració de les arquitectures prèvies de Stirling i Smithson al costat de la crítica post racionalista nord-americana liderada pels Five Architects proposa amplis referents. Al mateix temps que a Europa una eclosió de moviments entorn al concepte de la “ciutat recuperada” de Leon Krier avança el postmodernisme nord-americà de Michael Graves per mes tarda autoinfluir-se en un entorn com el d'un cert deconstructivisme que alguns dels components com E. Miralles particularitzen.

## Entorn

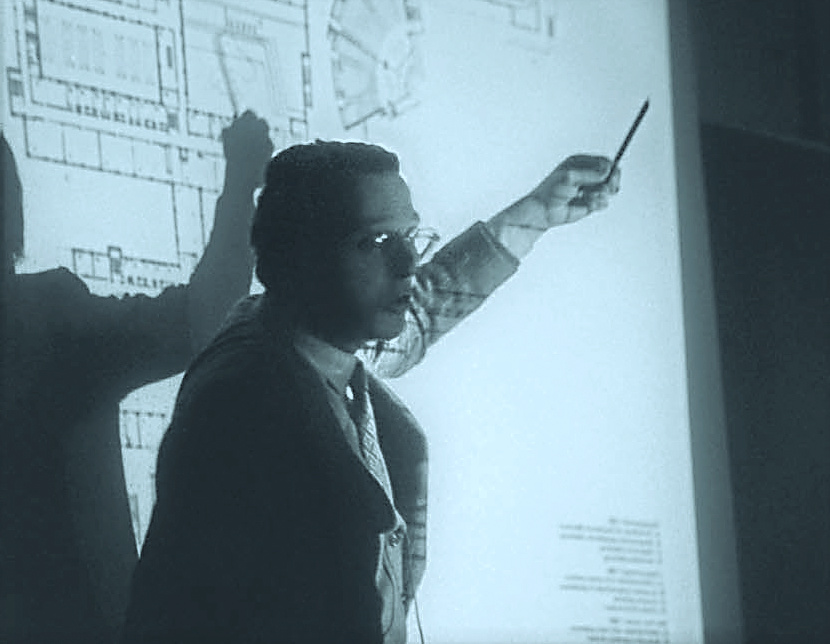
Rafael Moneo a l'Escola Superior d'Arquitectura de Barcelona dècada dels 80

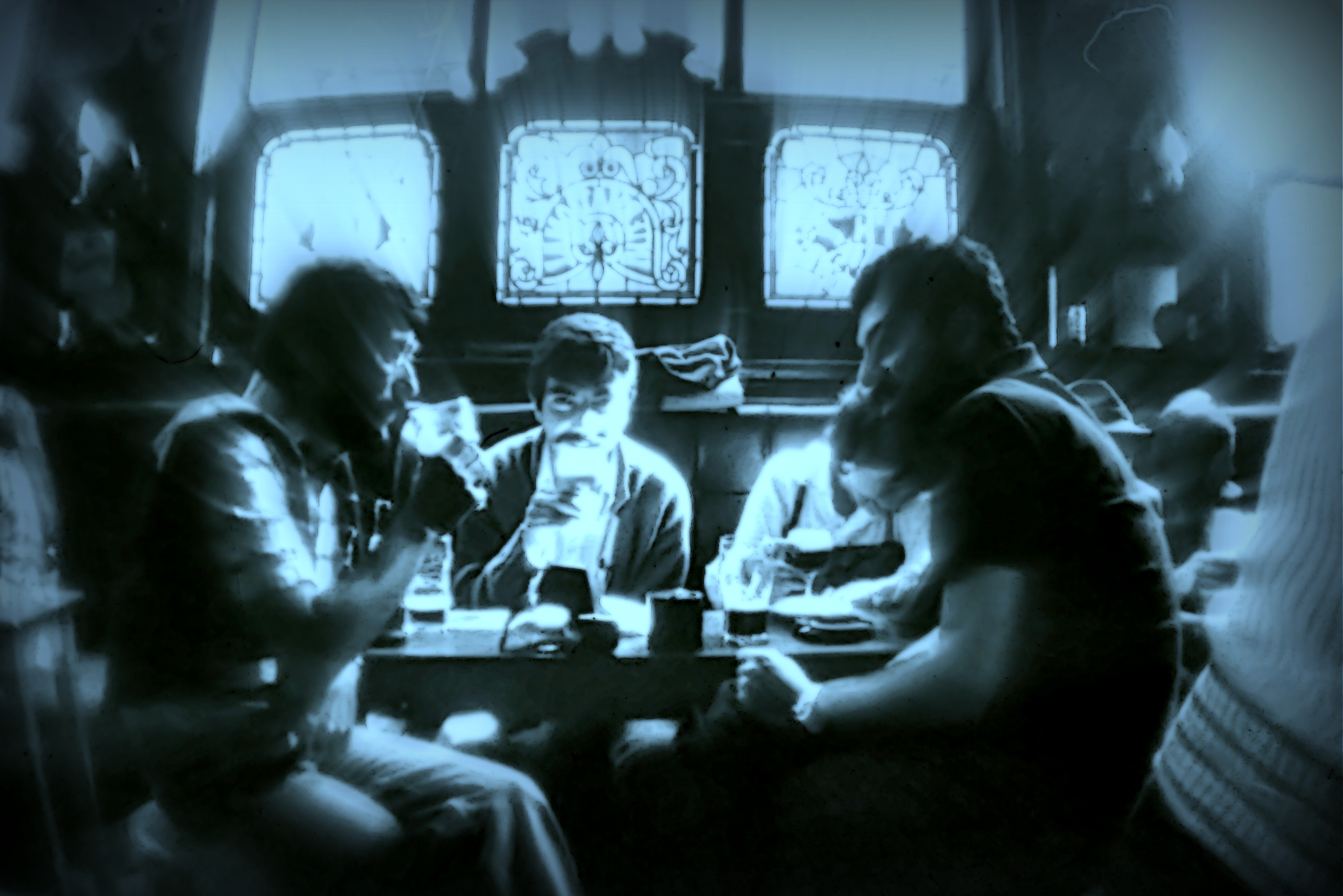
Trobada d'arquitectes de la “Generació dels 80”, de dreta a esquerra: Enric Miralles, Neus Solé, Marcià Codinach i Daniel Navas. Interior del International Bar (Wicklow Street). Dublin 1977

Tal com assenyalava el teòric J.M. Montaner en analitzar les filiacions properes d'aquesta generació, es referiria a la influència en el període inicial de l'obra d'alguns estudis sobre altres, excepte la referència mes autònoma de l'estudi de D. Navas, N. Solé i I. Jansana, la majoria d'aquestes influències es produirien des de l'experiència en les col·laboracions dins dels despatxos de la generació anterior com el referent de Pinñón i Viaplana sobre l'obra inicial de Miralles i Pinós, o la de Elías Torres i Martínez Lapeña sobre els seus excol·laboradors M. Usandizaga i J. A. Val, la de Manuel de Solà-Morales sobre J. Parcerisa i M. Rubert, la d'Eduard Bru sobre J.Bellmunt i G.Tarragó. O la referència a un entorn editorial d'A30 en el cas de Roig i Batlle o de P. J. Ravetllat.
Coincidint amb l'etapa política de la ”Transició”, gran part dels professionals que havien col·laborat amb els moviments associatius, s'incorporen a les noves institucions democràtiques desenvolupant el projecte urbà que integra l'espai públic i l'arquitectura com a infraestructures cíviques cohesionadores dels barris històrics al costat del teixit metropolità.
El Lideratge d'Oriol Bohigas a l'ajuntament de Barcelona i la creació del departament de “Projectes Urbans”, al costat dels arquitectes J.A. Acebillo, J. Busquets i J.M. Llop després, propícia una activa competència entre els joves arquitectes d'aquesta generació. Uns, des de fora, reben encàrrecs de l'administració i uns altres s'incorporen als ajuntaments per construir aquestes noves àrees, com és el cas d'alguns d'ells, com Beth Galí, A. Arriola, P. Barragán, J. Farrando, Pepita Teixidor, Carme Fiol, etcètera.

## Debats i exposicions
La primera visualització externa d'aquest grup generacional és en 1985 amb la jornada “Compliran quaranta-cinc l'any dos mil” que se celebrarà a la Biblioteca del Col·legi d'Arquitectes a Tarragona on són cridats a reflexionar sobre la seva obra nou joves arquitectes barcelonins d'aquesta generació: M.Codinach, E.Miralles, E.Granell, J.J.Lahuerta, D. Navas, I.Jansana, N.Solé, X.Monteys, i M.Usandizaga sessió que moderaria l'arquitecte i historiador Antonio Pizza.
El novembre de 1986 i dins del debat acadèmic de la ETSAB i com a colofó als cursos de doctorat es van celebrar les jornades “Crítica a l'arquitectura dels vuitanta” que organitzades per J. Mutanyola Thornberg, van ser convocats al debat: Eugeni Trias, L. Fernandez Galiano, Luigi Snozzi, Enric Miralles, Carme Pinós, Rem Koolhaas, Neus Solé, Imma Jansana, Daniel Navas i Frank Werner.
En 1988 i amb el títol “La generació del 80” s'organitza l'exposició i les jornades que co-produïdes pel Col·legi d'Arquitectes de Catalunya i l'Escola Superior d'Arquitectura de Barcelona serveixen per visualitzar l'obra d'aquest grup d'arquitectes i mostrar els diferents projectes en curs de realització. En aquelles sessions de debat van intervenir entre altres X. Rubert de Ventós, A. De la Sota, Rafael Moneo i O. Bohigas. A les quals van seguir les organitzades per la Diputació de Barcelona “Nova arquitectura municipal”, celebrades a la Seu de la Diputació de Barcelona i que recolliria el llibre del mateix títol de l'editorial A30 Edicions d'Arquitectura. On s'exposen trenta projectes d'equipaments i espais públics promoguts per l'Àrea de Cooperació Municipal que impulsaria entre altres l'arquitecte J.M. Guillumet.
Aquest mateix any el diari “El País” recull el treball de J.M. Montaner titulat “Arquitectes posnovísimos espanyols. Un lloc per a l'última generació de professionals titulats a la fi dels anys setanta.” On es recull l'entorn que subjau a aquest grup i període, en el qual també estén al treball editorial d'aquells professionals que inicien la seva producció just sobre el canvi democràtic i que abasten crítics com Pedro Azara o Juanjo Lahuerta i editors com Juli Capella, Quim Larrea i Ramón Úbeda, de la revista Ardi, Fernando Márquez i Richard Levene, de la publicació El Croquis o Xavier Güell, en l'editorial Gustavo Gili entre d'altres.
En 2008, coincidint amb els 20 anys de la primera exposició, la Sala Picasso i la Sala d'Actes del C.O.A.C. recorden aquella primera manifestació entorn de la Generació del 80 amb una nova mostra “Tornen els 80!” que recollia l'obra contemporània dels mateixos autors de la de 1988. Dos factors es van fer visibles en aquelles sessions: l'ombra de la crisi que arrossegava el model urbà que tant d'èxit havia recollit en ciutats com Barcelona, al que tant havia col·laborat aquella generació, i l'altra evidència fou la notable absència d'E. Míralles, desaparegut l'any 2000, just complerts els 45 anys.
En 2017 en l'últim acte públic com a director de l'Escola d'Arquitectura del que fos membre d'aquella generació Jordi Ros i coincidint amb l'homenatge que l' ETSAB feia cap a Rafael Moneo en el seu vuitanta aniversari, es va presentar el llibre "Una manera d'ensenyar arquitectura. Lliçons des de Barcelona, 1971-1976" que recull part del material didàctic en el qual es va formar aquella generació. Segons paraules de Moneo: “Un document que diu de quina manera tractarem d'iniciar-nos els estudiants i jo mateix, en com aprendre arquitectura”… “Testimoni del que va estar una actitud davant l'arquitectura en els anys 70 en una ciutat com Barcelona, en l'Espanya de finals del segle XX que començava a ser conscient de pertànyer a una cultura, l'occidental, en la qual l'arquitectura s'anava a discutir globalment".

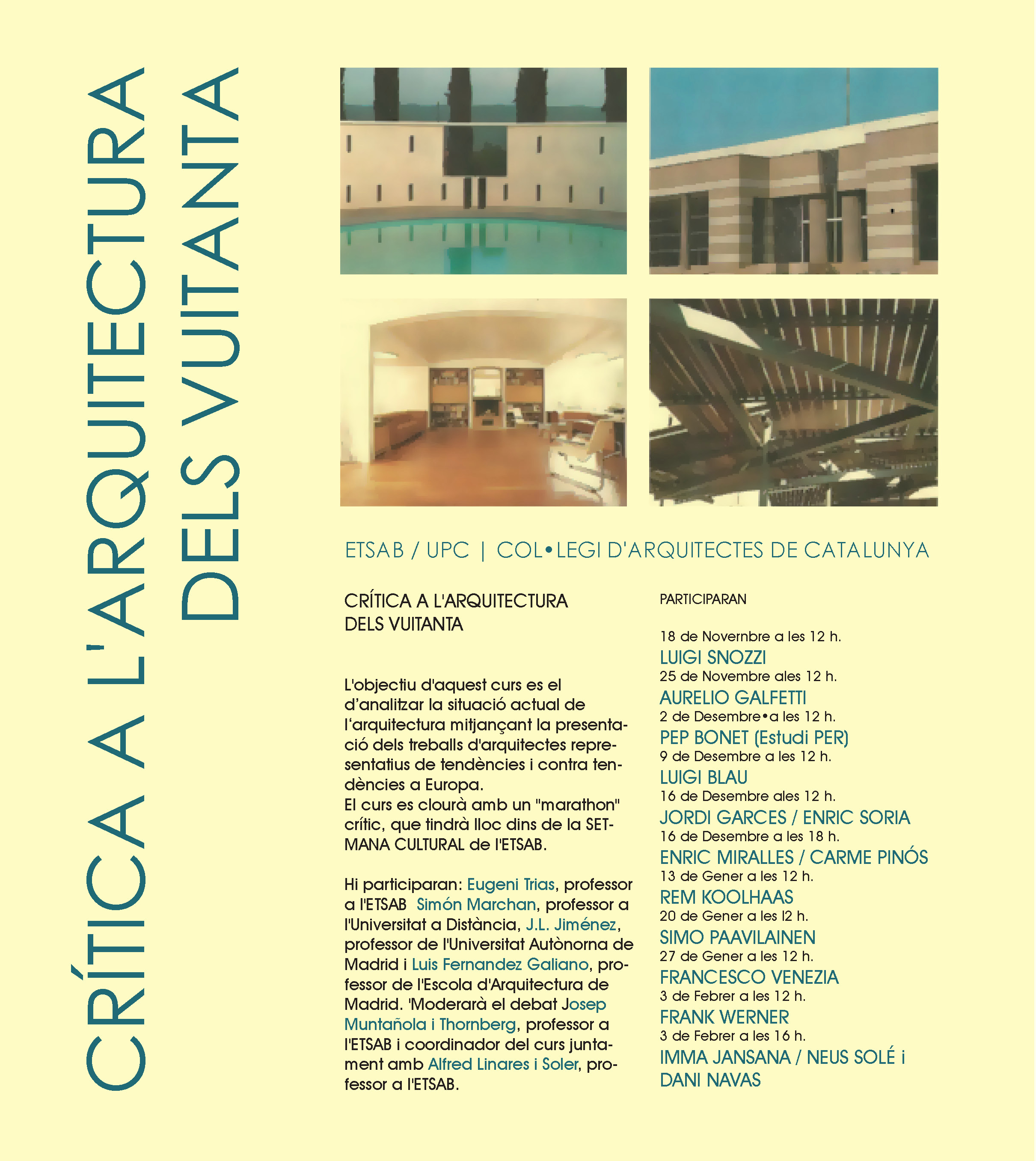
"Critica a l'arquitectura dels 80" - UPC + COAC
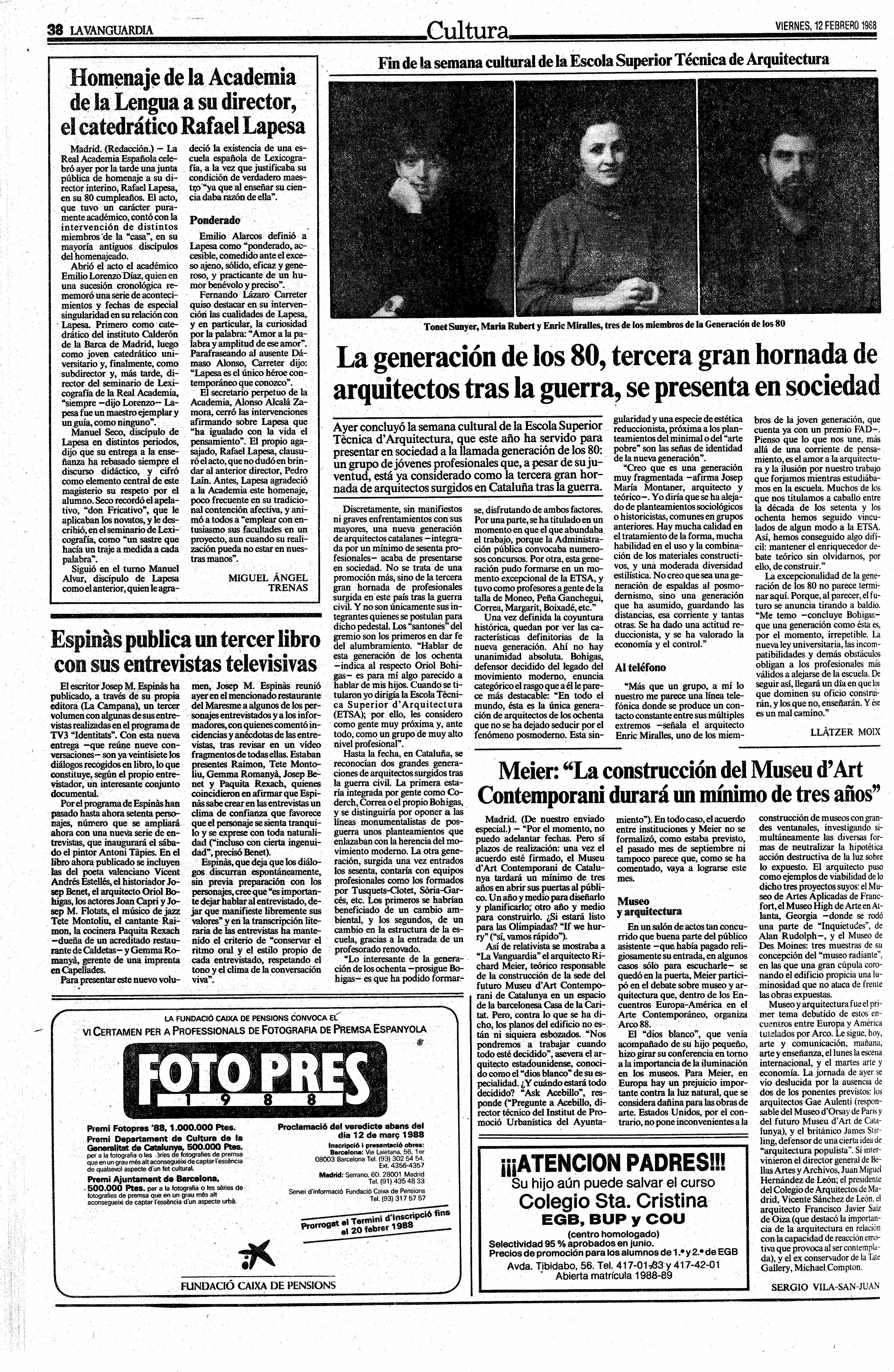
"La generació del 80" - LaVanguardia
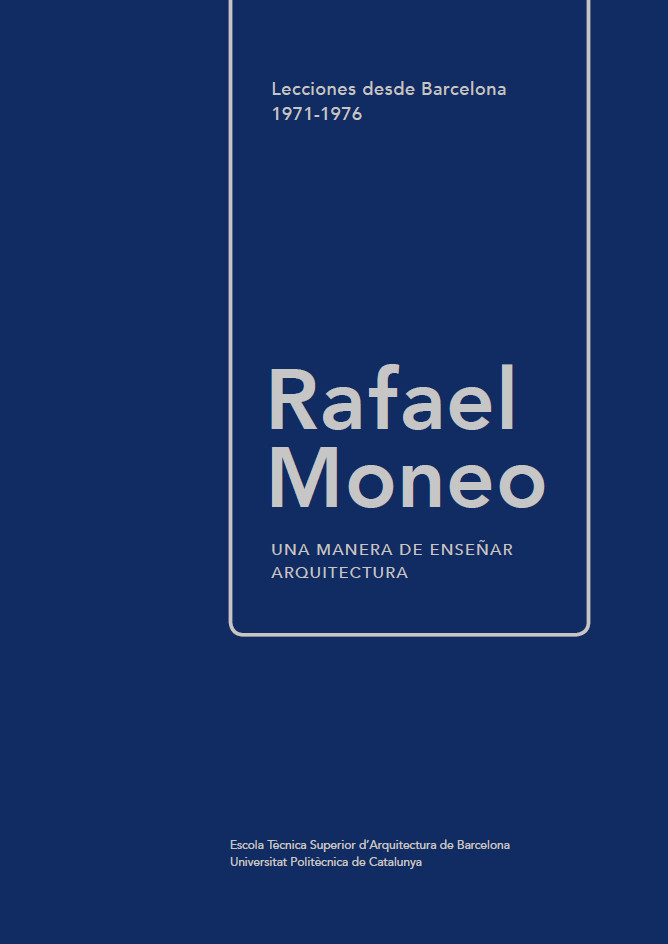
Portada "Una manera d'ensenyar arquitectura"
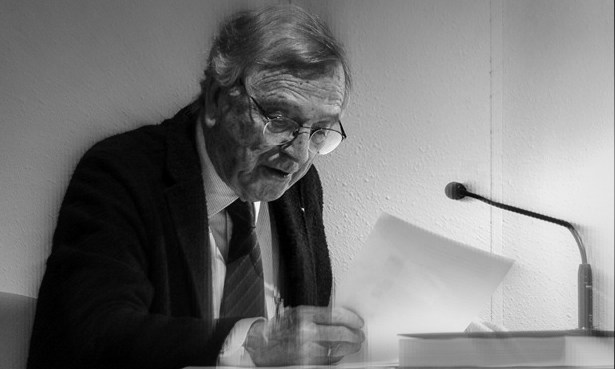
Rafael Moneo presentació del llibre "Una manera d'ensenyar arquitectura. / Lliçons des de Barcelona. 1971-1976"
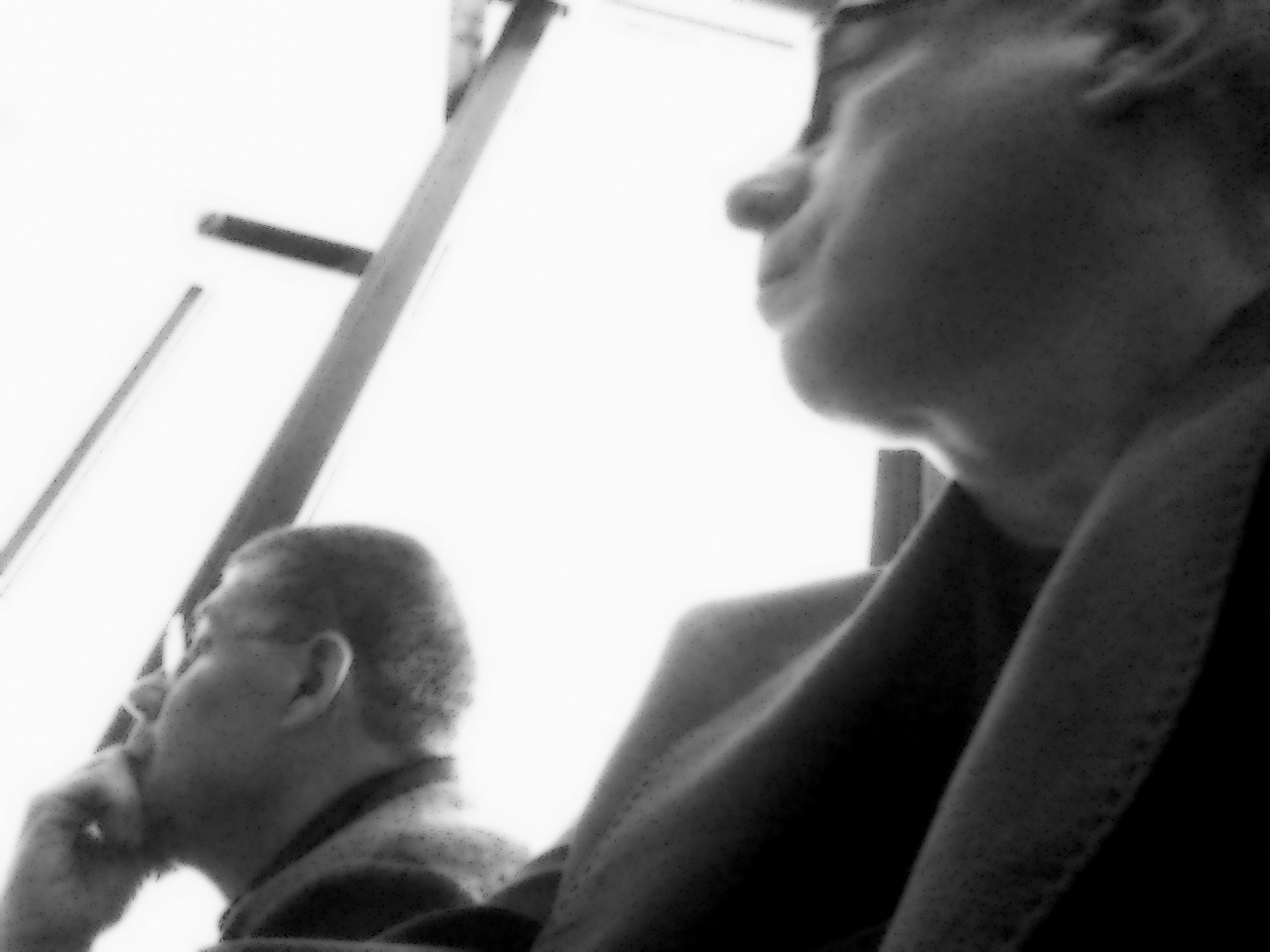
Jordi Ros / Daniel Navas. Conferència de Rafael Moneo en 2017 en la ETSAB
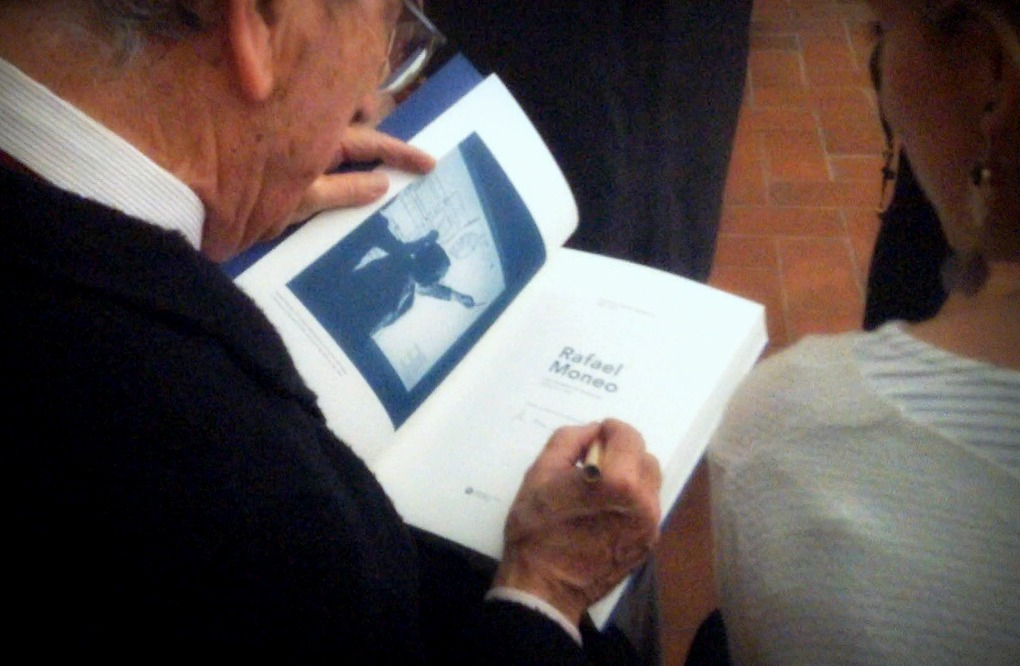
Rafael Moneo en la presentació i signatura del llibre "Una manera d'ensenyar arquitectura" - 2017 ETSAB
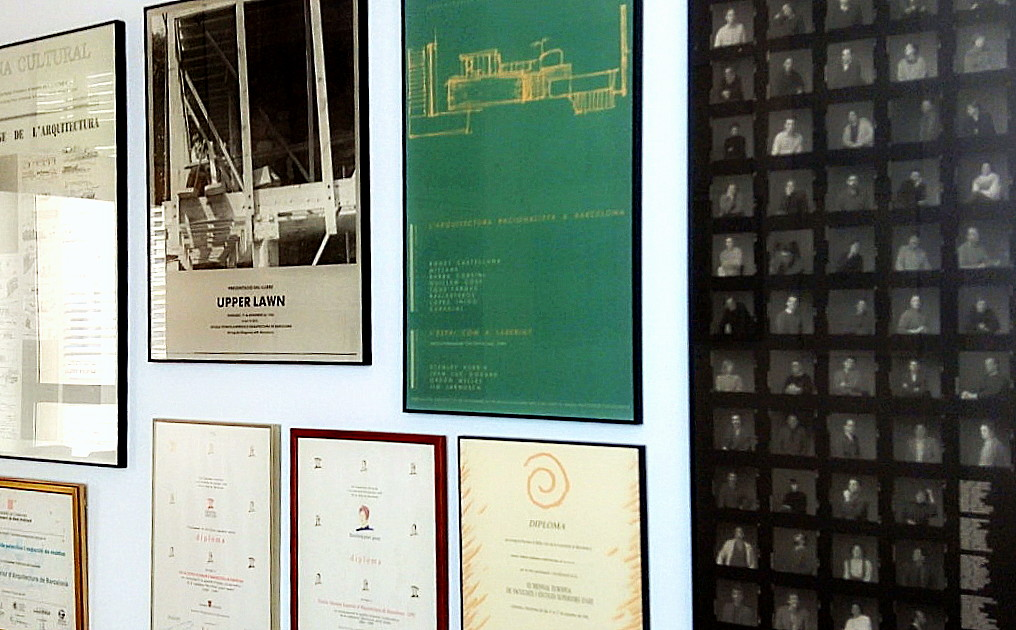
Pòster "Generació dels 80" en l'accés Sala de Juntes ETSAB-UPC
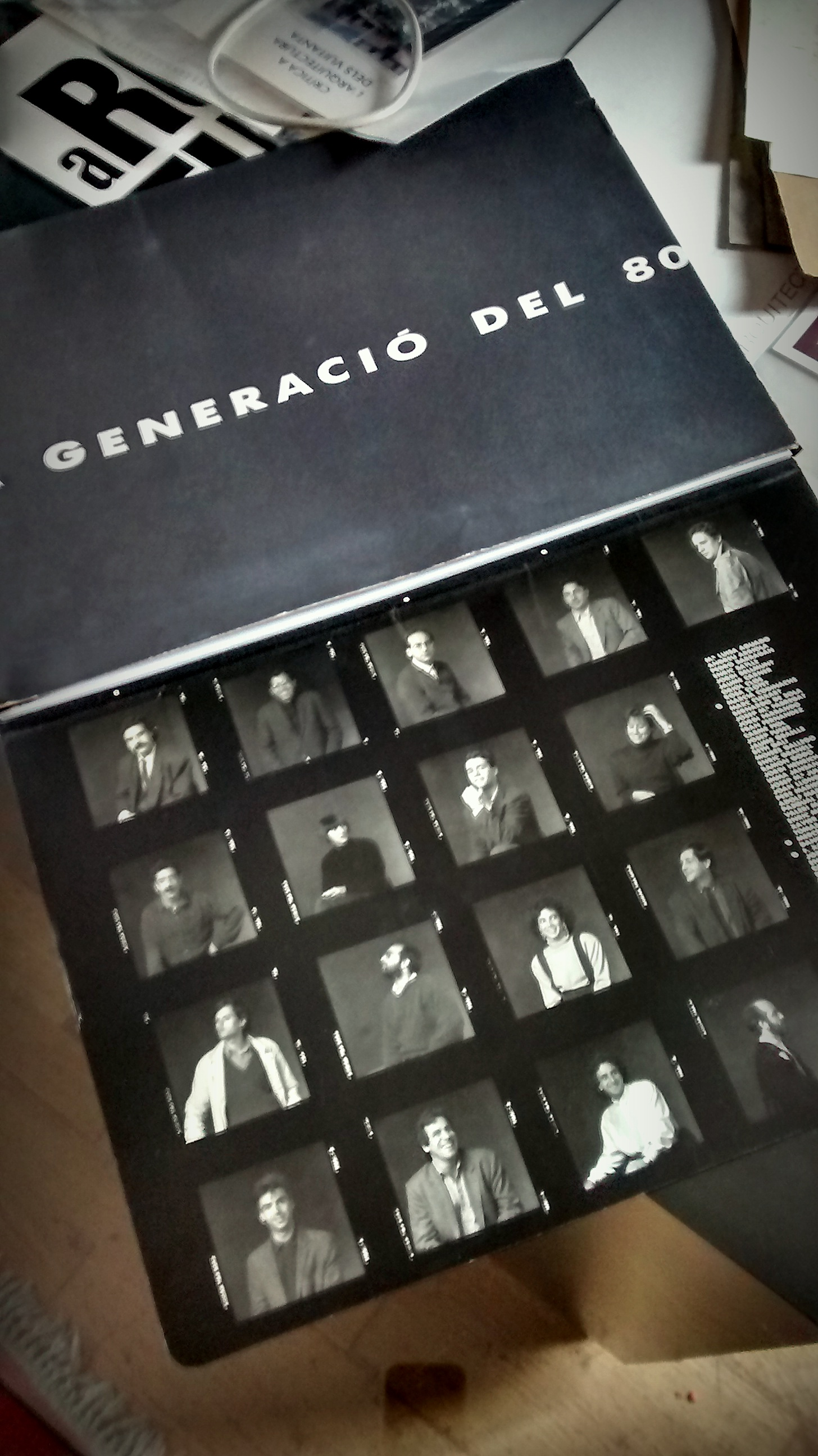
"La generació del 80" / publicació 1988